# 맨발의 콘테샤
《맨발의 콘테샤》(The Barefoot Contessa)는 미국에서 제작된 조지프 L. 맹키위츠 감독의 1954년 드라마, 멜로/로맨스 영화이다. 험프리 보가트 등이 주연으로 출연하였다.

## 출연

### 주연
- 험프리 보가트
- 에바 가드너

### 조연
- 에드먼드 오브라이언
- 매리어스 고링
- 발렌티나 코르테세
- 로사노 브라치

## 홈 미디어
2016년 12우러 13일, 트와일라잇 타임 무비스는 이 영화의 HD 블루레이를 출시하였다. 리미티드 에디션은 3000본이 출시되었다.